# Torneo de Auckland 2015
El Torneo ATP 250 de Auckland de 2015 (conocido por motivos comerciales como 2015 Heineken Open) fue un evento de tenis masculino perteneciente al ATP World Tour. Se disputó en canchas duras, dentro de las instalaciones del ASB Tennis Centre en Auckland, Nueva Zelanda. Tuvo lugar entre el 12 y el 18 de enero de 2015.

## Cabeza de serie

### Individuales
| Tenista                | Ranking | Preclasificado |
| David Ferrer           | 10      | 1              |
| Ernests Gulbis         | 13      | 2              |
| Roberto Bautista Agut  | 15      | 3              |
| Kevin Anderson         | 16      | 4              |
| Tommy Robredo          | 17      | 5              |
| Santiago Giraldo       | 32      | 6              |
| Guillermo García-López | 36      | 7              |
| Steve Johnson          | 37      | 8              |

- Ranking al 5 de enero de 2015

### Dobles
| Tenista                           | Ranking | Preclasificado |
| Bob Bryan Mike Bryan              | 2       | 1              |
| Alexander Peya Bruno Soares       | 20      | 2              |
| Juan Sebastián Cabal Robert Farah | 45      | 3              |
| Raven Klaasen Leander Paes        | 47      | 4              |

## Campeones

### Individual masculino
Jiri Vesely venció a  Adrian Mannarino por 6-3, 6-2

### Dobles masculino
Raven Klaasen /  Leander Paes vencieron a  Dominic Inglot /  Florin Mergea por 7-6(1), 6-4